# オパヴァ東駅 - スヴォボドネー・ヘルジマニツェ線
オパヴァ東駅～フラデツ・ナド・モラヴィチー線（チェコ語: Železniční trať Opava východ – Hradec nad Moravicí）は、レイルウェイ・キャピタル株式会社の鉄道線の名称である。
1892年、皇帝フェルディナント北部鉄道によって開業した。

## 運行形態
夏季の土曜日・休日に一日4往復の運行。「フヴォズドニツキー・エクスプレス」の愛称がつけられている。
2022年以前は、一日3往復であった他、金曜日にも一日1往復運行していた。2023年度より土曜日の、2024年度より休日の本数が一日4往復に増発され、金曜日は2023年度以降運行していない。

## 駅一覧
以下では、オパヴァ東駅 - スヴォボドネー・ヘルジマニツェ線の駅と営業キロ、停車列車、接続路線などを一覧表で示す。なお、全て各駅停車である。
| 路線名                           | 駅名               | 駅間営業キロ | 累計営業キロ | 接続路線                                                                       | 所在地                 | 所在地     |
| -------------------------------- | ------------------ | ------------ | ------------ | ------------------------------------------------------------------------------ | ---------------------- | ---------- |
| 315                              | オパヴァ東駅       | -            | 0.0          | 310号線（ヴァルショフ方面） 317号線（フルチーン方面）、321号線（チェシン方面） | モラヴィア・スレスコ州 | オパヴァ郡 |
|                                  | キレショヴィツェ駅 | 1.8          | 1.8          | 315号線（フラデツ方面）                                                        | モラヴィア・スレスコ州 | オパヴァ郡 |
| オチツェ駅                       | 2.9                | 4.7          |              |                                                                                | モラヴィア・スレスコ州 | オパヴァ郡 |
| スラヴコフ・ウ・オパヴィ駅       | 1.6                | 6.3          |              |                                                                                | モラヴィア・スレスコ州 | オパヴァ郡 |
| シターブロヴィツェ駅             | 2.7                | 9.0          |              |                                                                                | モラヴィア・スレスコ州 | オパヴァ郡 |
| ドルニー・ジヴォチツェ駅         | 3.9                | 12.9         |              |                                                                                | モラヴィア・スレスコ州 | オパヴァ郡 |
| リトゥルトヴィツェ駅             | 3.0                | 15.9         |              |                                                                                | モラヴィア・スレスコ州 | オパヴァ郡 |
| ムラデツコ駅                     | 1.8                | 17.7         |              |                                                                                | モラヴィア・スレスコ州 | オパヴァ郡 |
| ヤカルトヴィツェ駅               | 3.1                | 20.8         |              |                                                                                | モラヴィア・スレスコ州 | オパヴァ郡 |
| スヴォボドネー・ヘルジマニツェ駅 | 4.3                | 25.1         |              | ブルンタール郡                                                                 | モラヴィア・スレスコ州 |            |